# Newirelandmunkskata
Newirelandmunkskata (Philemon eichhorni) är en fågel i familjen honungsfåglar inom ordningen tättingar.

## Utbredning och systematik
Fågeln förekommer på Niu Ailan i östra Bismarckarkipelagen. Den behandlas som monotypisk, det vill säga att den inte delas in i några underarter.

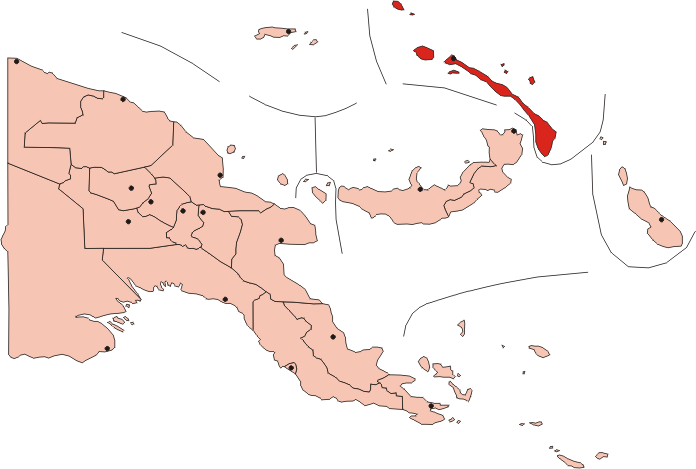
New Irelands läge öster om Nya Guinea

## Status
IUCN kategoriserar arten som livskraftig.